# Полет 1771 на „Пасифик Саутуест Еърлайнс“
Полет 1771 на „Пасифик Саутуест Еърлайнс“ e редовен вътрешен пътнически полет от международното летище „Лос Анджелис“, Лос Анджелис, до международното летище „Сан Франциско“, Сан Франциско, Калифорния, Съединените американски щати, управляван от „Пасифик Саутуест Еърлайнс“. На 7 декември 1987 г. самолетът „Бритиш Аероспейс 146-200A, който изпълнява полета, се разбива в окръг Сан Луис Обиспо близо до Каюкос и убива всички 38 пътници и 5 души екипаж на борда на машината.
Следователи от Националния съвет за безопасност на транспорта и Федералното бюро за разследване установяват, че Дейвид Бърк – бивш недоволен служител на Ю Ес Еър, е отговорен за катастрофата, като той се качва на борда незаконно. Откриването на части от пистолет с 6 изгорели гилзи показва, че вероятно двамата пилоти са застреляни преди самолетът да се разбие и похитителят е жив в този момент. Един от пилотите докладва два пъти на централния диспетчер, че на борда на самолета има изстрели. Други доказателства, като например съобщение на телефонния секретар, което той оставя на приятелка си и част от тялото му, която е извадена от мястото на катастрофата, го уличават в отвличането на самолета.
Въведени са няколко федерални закона, според които се отнемат незабавно всички пълномощия на служители, които напускат дадена авиокомпания. Законът важи и за служители на летищата. Катастрофата убива президента на „Шеврон“, Джеймс Сила, заедно с трима от директорите на компанията, както и трима служители на „Пасифик Бел“, което кара много големи корпорации да създадат политики и да забранят пътуването на няколко ръководители с един и същи полет. В частта „Градината на надеждата“ на Мемориалния парк на долината Лос Осос, гранитен и бронзов маркер почитат всички жертви на полет 1771, а редица пътници и екипаж са погребани в това гробище.